# Huskvarna församling
Huskvarna församling är en församling i Södra Vätterbygdens kontrakt, Växjö stift. Församlingen ligger i Jönköpings kommun i Jönköpings län och ingår i Huskvarna pastorat.
Församlingskyrka är Huskvarna kyrka.

## Administrativ historik
Församlingen bildades 1 maj 1919 genom en utbrytning ur Hakarps församling. Församlingen var därefter till 1962 moderförsamling i pastoratet Huskvarna och Hakarp. Från 1962 till 2014 utgjorde Huskvarna församling ett eget pastorat. Från 2014 ingår även Hakarps församling i pastoratet.

## Areal
Huskvarna församling omfattade den 1 november 1975 (enligt indelningen 1 januari 1976) en areal av 7,8 kvadratkilometer, varav 7,7 kvadratkilometer land.

## Organister
| Verksam   | Namn                | Levnadstid | Övrigt    |
| --------- | ------------------- | ---------- | --------- |
| 1951–1964 | Karl-Olof Robertson | 1918–2009  | Organist. |